# Улица Јелене Ћетковић (Београд)
| Улица · ЈЕЛЕНЕ ЋЕТКОВИЋ | Улица · ЈЕЛЕНЕ ЋЕТКОВИЋ |
| ----------------------- | ----------------------- |
|                         |                         |
| Општина                 | Стари град              |
| Почетак                 | Хиландарска улица       |
| Крај                    | Улица Џорџа Вашингтона  |
| Дужина                  | 145 m                   |
| Ширина                  | 10 m                    |
| Створена                | 1909                    |
| Названа                 | 1946                    |
| Стари називи            | Теодосијева улица       |
|                         |                         |
|                         |                         |
|                         |                         |

Улица Јелене Ћетковић налази се на територији општине Стари град, у непосредној близини Ботаничке баште. Простире се од Хиландарске улице 15, поред Ђуре Даничића, до улице Џорџа Вашингтона.

## Име улице
Ова уличица име је добила у част партизанке и народног хероја Јелене Ћетковић.

## Историја
Првобитни назив улице, од 1909. до 1946. године, био је Теодосијева улица.
Касније  ова улица добија ново име, које и данас носи, по учесници Народноослободилачке борбе, Јелени Ћетковић, која је ухапшена почетком марта 1942. године и годину дана након тога стрељана у Јајинцима, код Београда.
Јелена је пре рата, а након завршене женске занатске школе радила као кројачка радница. Од 1933. године била је чланица СКОЈ-а, а од 1935. године КПЈ-а. Током рата је организовала више диверзантских акција и ухапшена је током једне од њих 3. марта 1942. године, када је припремана ликвидација Космајца и Обада Залада, агената Специјалне полиције. У затвору је Јелена је сазнала да је акција успела.
Јелена је стрељана у Јајинцима 14. маја 1943, а за народног хероја проглашена 5. јула 1952. године. У част Јелени 1966-67 године у београдском Народном позоришу извођена је драма „Јелена Ћетковић”, Александра Поповића, по којој је Здравко Шотра 1967. снимио и истоимени филм. Јелена је остала упамћена као као револуционарка, борац за права жена и народни херој Југославије.

## Суседне улице
- Улица Ђуре Даничића
- Палмотићева улица

## Значајни објекти
Меморијални музеј Јована Цвијића
Електромрежа Србије ЕМС